# Friend Like Me
Friend Like Me ist ein Lied aus dem Film Aladdin. Geschrieben wurde es von Alan Menken (Musik) und Howard Ashman (Text). Mit diesem Lied stellt sich Dschinni im Film Aladdin vor und zeigt ihm, was für Möglichkeiten es für die drei gewährten Wünsche gibt. Das Lied wird gesungen von Robin Williams, dem Sprecher des Dschinni. In der deutschsprachigen Version des Films heißt es Nur‘n kleiner Freundschaftsdienst, gesungen von Peer Augustinski.
Friend Like Me war nominiert für den Oscar in der Kategorie Bester Filmsong. In der gleichen Kategorie war das Lied auch für den Golden Globe nominiert. In beiden Fällen ging der Preis an A Whole New World, ebenfalls aus Aladdin.

## Coverversionen
Im Rahmen verschiedener Disneyprojekte coverten unter anderem Alvin und die Chipmunks, Ne-Yo, Nightmare und La Década Prodigiosa (Titel: Un genio genial) das Lied.